# Filip 3. af Frankrig
Filip 3. (fransk: Philippe III) (født 30. april 1245, Poissy ved Yvelines vest for Paris, død  5. oktober 1285, Perpignan) med tilnavnet den Dristige (fransk: le Hardi) var Frankrigs kronprins i 1260 – 1270 og Frankrigs konge i 1260 – 1285.

## Forældre
Filip 3. var søn af kong Ludvig den Hellige (1215-1270) og Margrete af Provence (1221–1295).

## Familie
Filip 3.s første ægteskab var med Isabella af Aragonien (1247–1271). De fik fire børn. Den ældste overlevende søn blev konge af Frankrig under navnet Filip 4. den Smukke. En yngre søn var grev Karl af Valois (1270–1325), som blev stamfader til Huset Valois, der regerede Frankrig fra 1328 til 1589.
Filip 3.s andet ægteskab var med Marie af Brabant (1254–1321). De fik tre børn, og de blev svigerforældre til Rudolf 1. af Bøhmen (1281-1307) og Edvard 1. af England (1239–1307).